# Nasser El Sonbaty
Nasser El Sonbaty (n. 15 octombrie 1965, Stuttgart, Germania – d. 20 martie 2013, San Diego, California, SUA) a fost un culturist profesionist⁠(d) IFBB. A reprezentat Serbia și Muntenegru în competiții.

## Biografie
Sonbaty s-a născut în orașul german Stuttgart, tatăl său fiind egiptean, iar mama sa iugoslavă din Novi Pazar, Serbia. Acesta a absolvit Universitatea din Augsburg⁠(d) cu o diplomă în istorie, științe politice și sociologie. A avut două surori și doi frați.
Sonbaty a început să practice culturismul în 1983. A participat la prima sa competiție pentru amatori în 1985 și a obținut locul 6. În 1994⁠(d), Sonbaty a obținut locul 7 în cadrul competiției Mr. Olympia. Pe parcursul carierei, acesta a participat la 13 concursuri pentru începători și 53 de competiții profesioniste ale Federației Internaționale a Culturiștilor (IFBB). Cel mai bun loc obținut în cadrul competiției Mr. Olympia a fost locul 2 în 1997⁠(d).
A primit porecla „Profesorul”, deoarece vorbea fluent mai multe limbi. Deși cântărea peste 135kg în extrasezon, mușchii săi abdominali erau încă vizibili. Sonbaty a apărut în numeroase reviste internaționale de fitness și culturism.

## Viața personală
Sonbaty a locuit în San Diego, California și în Costa Mesa, California⁠(d). A murit în somn în timpul unei vizite în Cairo pe 20 martie 2013.

## Premii
- 1990 Grand Prix Finland, Locul VIII
- 1990 Grand Prix France, Locul VII
- 1990 Grand Prix Holland, Locul VIII
- 1991 Night of Champions, fără loc
- 1992 Chicago Pro Invitational, Locul XIX
- 1992 Night of Champions, fără loc
- 1993 Grand Prix France, Locul III
- 1993 Grand Prix Germany, Locul III
- 1994 Grand Prix France, Locul IV
- 1994 Grand Prix Germany, Locul IV
- 1994 Night of Champions, Locul II
- 1994 Mr. Olympia⁠(d), Locul VII
- 1995 Grand Prix England, Locul IV
- 1995 Grand Prix France, Locul III
- 1995 Grand Prix Germany, Locul III
- 1995 Grand Prix Russia, Locul III
- 1995 Grand Prix Spain, Locul III
- 1995 Grand Prix Ukraine, Locul II
- 1995 Houston Pro Invitational, Locul II
- 1995 Night of Champions, Locul I
- 1995 Mr. Olympia⁠(d), Locul III
- 1996 Grand Prix Czech Republic, Locul I
- 1996 Grand Prix England, Locul II
- 1996 Grand Prix Germany, Locul II
- 1996 Grand Prix Russia, Câștigător
- 1996 Grand Prix Spain, Locul III
- 1996 Grand Prix Switzerland, Locul I
- 1996 Mr. Olympia⁠(d), Locul III
- 1997 Arnold Classic⁠(d), Locul II
- 1997 Grand Prix Czech Republic, Locul III
- 1997 Grand Prix England, Locul III
- 1997 Grand Prix Finland, Locul IV
- 1997 Grand Prix Germany, Locul II
- 1997 Grand Prix Hungary, Locul II
- 1997 Grand Prix Russia, Locul III
- 1997 Grand Prix Spain, Locul II
- 1997 Mr. Olympia⁠(d), Locul II
- 1997 San Jose Pro Invitational, Locul II
- 1998 Arnold Classic, Locul II
- 1998 Grand Prix Finland, Locul III
- 1998 Grand Prix Germany, Locul III
- 1998 Mr. Olympia⁠(d), Locul III
- 1999 Arnold Classic, Locul I
- 1999 Grand Prix England, Locul VI
- 1999 Mr. Olympia⁠(d), Locul VI
- 1999 World Pro Championships, Locul VI
- 2000 Mr. Olympia⁠(d), Locul V
- 2001 Mr. Olympia⁠(d), Locul IX
- 2002 Arnold Classic, Locul X
- 2002 Mr. Olympia⁠(d), Locul XV
- 2004 Night of Champions, Locul XV
- 2004 Show of Strength Pro Championship, Locul XIV
- 2005 Europa Supershow, Locul XIV